# Eurycletodes rectangulatus
Eurycletodes rectangulatus är en kräftdjursart som beskrevs av Lang 1936. Eurycletodes rectangulatus ingår i släktet Eurycletodes och familjen Argestidae. Inga underarter finns listade i Catalogue of Life.